# BanReservas
El Banco de Reservas de la República Dominicana, más conocido como BanReservas, es un banco de la República Dominicana que tienen al estado dominicano como único accionista. Atendiendo a la cantidad de activos, BanReservas es el mayor banco del país.

## Historia
Banco de Reservas de la República Dominicana se fundó  en 1941 por el decreto presidencial inmediato bajo la Ley No.5863 En la época sólo había 12 oficinas bancarias en todo el país, pertenecientes a tres bancos extranjeros: el National City Bank of New York, con seis oficinas; The Royal Bank of Canada, con cinco oficinas y The Bank of Nova Scotia, con una oficina.
Durante varios meses, el Gobierno Dominicano y The National City Bank of New York, realizaron negociaciones que, finalmente, llevaron a la compra de The National City Bank of New York por el Banco de Reservas de la República Dominicana. 
El 24 de octubre del 1941 Rafael Leónidas Trujillo, presidente de la república Dominicana, emitió un mensaje en el que expresó que esta nueva institución bancaria estaba destinada a garantizar la independencia dominicana y seguridad económica y ser el eje de la organización de la economía dominicana. El objetivo era  "dar una orientación y una flexibilidad fructíferas al ahorro, al crédito y a las inversiones dominicanas; promover y estabilizar el comercio y el canje de servicios internacionales, fertilizar la iniciativa particular, alentando la creación de empresas que diversifican y vigorizarán la producción".
El capital original del Banco fue de un millón de pesos dominicanos aportados en su integridad por el estado dominicano.  Se abrieron seis oficinas ubicadas en las ciudades de Santo Domingo, Santiago de los Caballeros, San Francisco de Macorís, La Vega, Puerto Plata, Barahona y San Pedro de Macorís. 

### Primer consejo de dirección
El primer Consejo de Directores estuvo integrado por:
- Virgilio Álvarez Pina, secretario del Tesoro y Comercio de la república Dominicana, presidente.
- Pedro R. Espaillat, Gerente de la Casa Espaillat, vicepresidente.
- Anselmo Copello, antiguo propietario de la Compañía Anónima Tabacalera, vocal.
- José Antonio Jiménez Álvarez, azucarero de San Pedro de Macorís, vocal.
- 3 vocales de origen  estadounidense.

El 25 de octubre de 1941 el consejo de dirección  aprobó los estatutos del Banco que fueron  promulgados por el Decreto No.1290 del Poder Ejecutivo. En esos estatutos se crearon los cuatro primeros departamentos: agrícola, minero, industrial y comercial.

## Servicios bancarios
Banreservas está formado por cinco divisiones de servicios de banca:
- Banca Personal: ofrece los servicios de cuentas de ahorro, débito, crédito y préstamos. En el que participan sucursales, cajeros automáticos, TuB@nco, subagentes y pagos mediante teléfonos móviles por App Banreservas.

- Banca Pyme: unidad dedicada a la banca empresarial que brinda servicios de financiación, préstamos, ahorros a Pymes.

- Banca Empresarial e Institucional:  dedicada a la banca empresarial, brinda servicios de financiación, préstamos, ahorros a empresas tanto nacionales como internacionales.

- Banca Gubernamental: división del gobierno dominicano, que se encarga de brindar préstamos, financiación, pagos, créditos y ahorros al estado dominicano.

- Banca Internacional: es la división de oficinas informativas y de tramitación las cuales tienen el objetivo de conectar y relacionar a clientes residiendo en otros países con intereses económicos en República Dominicana con el fin de enlazarlos con el sistema bancario dominicano. Las oficinas de representación están ubicadas en Madrid, Nueva York y Miami. Banca internacional también trabaja con las cuentas de ciudadanos extranjeros.

- Banca Corporativa: es la división que se dirige a banca de empresas o banca de negocios. Esta se dirige a las pequeñas y grandes empresas, así como a multinacionales y grandes corporaciones.

### Oficinas de BanReservas
El Banco de Reservas de la República Dominicana contaba en 2024 con 316 oficinas distribuidas por todo el territorio dominicano las cuales  constan de diversos tipos de unidades para satisfacer distintas necesidades financieras. La distribución de estas unidades es:
- Oficinas: 192

- Unidades de Negocios Personales (UNP): 92

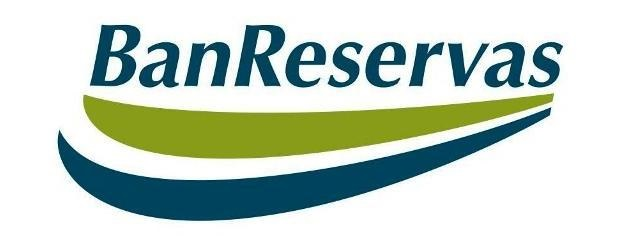
Antiguo logo del banco, Usado hasta 2016

- Centros de Caja: 1

- Estafetas de Cambio: 6

- Puntos Bancarios (PB): 25

- Oficinas de representación: 3